# Calliopsis limbus
Calliopsis limbus är en biart som beskrevs av Shinn 1967. Calliopsis limbus ingår i släktet Calliopsis och familjen grävbin. Inga underarter finns listade.